# Bouquet d'illusions
Bouquet d'illusions je francouzský němý film z roku 1901. Režisérem je Georges Méliès (1861–1938). Film trvá necelou minutu. Do Spojených států se dostal pod názvem The Triple-Headed Lady v květnu 1902. Film byl do roku 2014 považován za ztracený, než ho identifikoval filmový historik Serge Bromberg ze sbírky, která patřila cestujícímu showmanovi ze středozápadu USA Franku Brintonovi. Brintonova sbírka také obsahovala další Mélièsův film, který byl považován za ztracený, Le Rosier miraculeux (1904). Snímek Bouquet d'illusions byl zrestaurován v roce 2016 studiem Lobster Films a od svého znovuobjevení byl poprvé veřejně promítán na mezinárodním festivalu Il Cinema Ritrovato v Boloni ve stejném roce.

## Děj
Iluzionista posadí ženu na židli a vyčaruje jí další dvě hlavy. Ty pak dá na sloupy a její hlavu položí před ní na zem. Na tělo položí lebku, která se začne hýbat. Potom lebku odloží a na tělo zpět umístí její hlavu. Poté dá pryč sloupy a dvěma zbylým hlavám přičaruje těla. Všechny tři ženy se chytí za ruce a kouzelník jim vykouzlí jiné šaty a třírohé klobouky. Dvě ženy následně promění ve vlajky a třetí ve vázu s kyticí, na kterou položí svou hlavu. Zbytek těla nechá zmizet, aby se vzápětí mohl celý objevit na scéně a vysmát se osamocené hlavě.